# Вилдберг (Западна Померанија)
Вилдберг (њем. Wildberg) град је у њемачкој савезној држави Мекленбург-Западна Померанија. Једно је од 69 општинских средишта округа Демин. Према процјени из 2010. у граду је живјело 617 становника. Посједује регионалну шифру (AGS) 13052087.

## Географски и демографски подаци
Вилдберг се налази у савезној држави Мекленбург-Западна Померанија у округу Демин. Град се налази на надморској висини од 50 метара. Површина општине износи 22,4 km². У самом граду је, према процјени из 2010. године, живјело 617 становника. Просјечна густина становништва износи 28 становника/km².